# Politie Midden- en West-Brabant

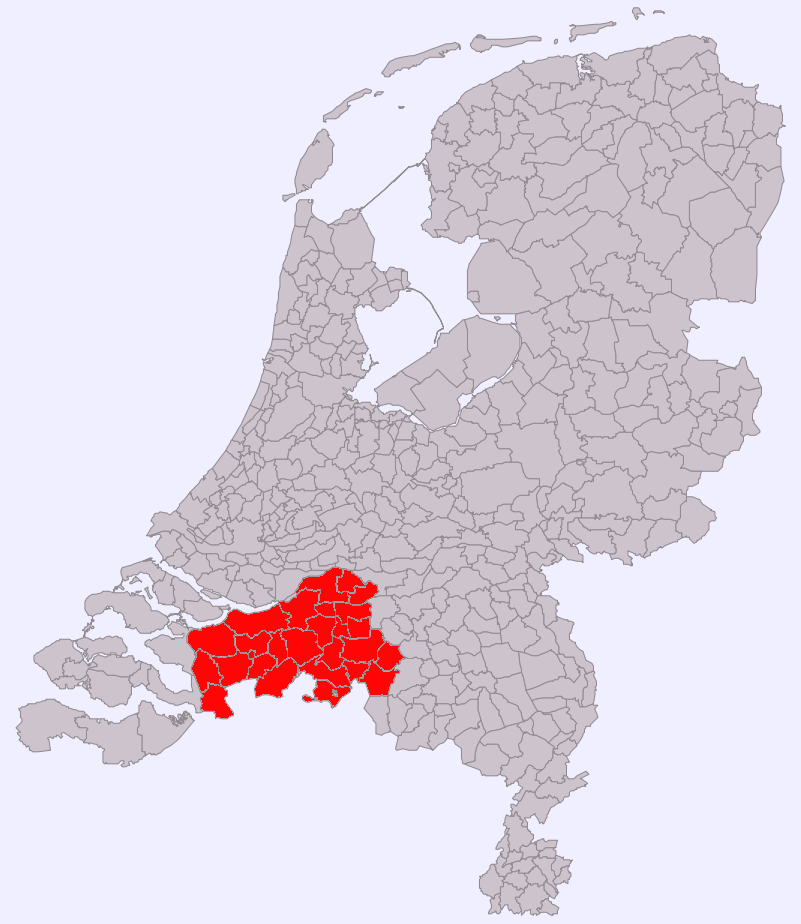
Locatie werkgebied Politie Midden- en West-Brabant

De politieregio Midden en West Brabant was een subdivisie van de Nederlandse politie. Het werkgebied omvatte 2.123 km², verspreid over 26 gemeenten met een gezamenlijk inwonertal van 1.054.000.
Bij de invoering van de Nationale Politie op 1 januari 2013 is Midden- en West-Brabant samengevoegd met het korps Zeeland tot de Regionale Eenheid Zeeland - West-Brabant, een van de tien regionale eenheden.

## Beheer
- Korpschef: Gerda van Leeuwen
- Korpsbeheerder: T.L.N. (Theo) Weterings, burgemeester van Tilburg
- Hoofdofficier van Justitie: M.B.G. (Mariëtte) Bode

## Overzicht en structuur van de districten
De regio was opgedeeld in vier verschillende districten:

### District Bergen Op Zoom
Onder het district Bergen op Zoom vielen de gemeenten Bergen op Zoom, Roosendaal, Halderberge, Moerdijk, Steenbergen en Woensdrecht. Het district was verder opgedeeld in drie 'wijken'; dit waren:
- Bergen-Woensdrecht; omvatte de gemeenten Bergen op Zoom en Woensdrecht. Bureaus in Halsteren, Bergen op Zoom en Hoogerheide.
- Mark en Dintel; omvatte de gemeenten Steenbergen, Moerdijk en Halderberge. Bureaus in Oudenbosch, Zevenbergen en Steenbergen.
- Roosendaal; omvatte de gemeente Roosendaal.

### District Breda
Onder het district Breda vielen de gemeenten Alphen-Chaam, Baarle-Nassau, Breda, Etten-Leur, Rucphen en Zundert. Het district was verder opgedeeld in vijf 'wijken'; dit waren:
- Breda Centrum; omvatte het centrum van Breda.
- Breda Zuid-Oost; omvatte de gemeente Breda ten zuidoosten van het centrum, inclusief landelijk gebied. Bureau in Breda.
- Breda Zuid-West; omvatte de gemeente Breda ten zuidwesten van het centrum. Bureau in Breda.
- Breda Noord; omvatte de gemeente Breda ten noorden van het centrum. Bureau in Breda.
- Etten-Leur Rucphen Zundert; omvatte de gemeenten Etten-Leur, Rucphen en Zundert. Bureaus in Zundert, St. Willebrord en Etten-Leur.

### District Oosterhout
Onder het district Oosterhout vielen de gemeenten Aalburg, Dongen, Drimmelen, Geertruidenberg, Gilze en Rijen, Loon op Zand, Werkendam en Woudrichem. Het district was verder opgedeeld in vijf 'wijken'; dit waren:
- Oosterhout; omvatte de gemeente Oosterhout. Bureau in Oosterhout.
- Gilze-Rijen-Dongen; omvatte de gemeenten Gilze-Rijen en Dongen. Bureaus in Rijen en Dongen.
- Altena; omvatte de gemeenten Woudrichem, Aalburg en Werkendam. Bureau in Nieuwendijk.
- Waalwijk-Loon op Zand; omvatte de gemeenten Waalwijk en Loon op Zand. Bureau in Sprang-Capelle.
- Geertruidenberg-Drimmelen; omvatte de gemeenten Geertruidenberg en Drimmelen. Bureau in Geertruidenberg.

### District Tilburg
Onder het district Tilburg vallen de gemeenten Tilburg, Goirle, Hilvarenbeek en Oisterwijk. Het district is verder opgedeeld in vijf 'wijken'; dit waren:
- Tilburg Centrum; omvatte het centrum van Tilburg, binnen de Ringbanen. Bureau in Tilburg centrum.
- Leijdal; omvatte het westelijke gedeelte van de gemeente Tilburg, voornamelijk de Reeshof, de Blaak, de Warande en de gemeenten Goirle, Hilvarenbeek, en de Tilburgse wijken Jeruzalem, Broekhoven, Groenewoud, Fatima, Katsbogten en Het Laar. Bureau in Tilburg.
- Groene Beemden; omvatte de Tilburgse wijken boven Tilburg Centrum, ten noorden en ten oosten van de Ringbaan, de dorpen van de gemeente Tilburg en gemeente Oisterwijk inclusief de dorpen. Bureau in Tilburg.
- Langstraat; omvat de regio boven Tilburg waaronder gemeente Waalwijk en gemeente Loon op Zand. Bureau in Sprang-Capelle.

Bestaande regionale politieeenheden:
Noord-Nederland ·
Oost-Nederland ·
Midden-Nederland ·
Noord-Holland ·
Amsterdam ·
Den Haag ·
Rotterdam ·
Zeeland - West-Brabant ·
Oost-Brabant ·
Limburg ·
Eenheid Landelijke Expertise en Operaties ·
Eenheid Landelijke Opsporing en Interventies

Voormalige eenheden:
Landelijke Eenheid
Voormalige regiokorpsen:
Politie Groningen ·
Politie Fryslân ·
Politie Drenthe ·
Politie IJsselland ·
Politie Twente ·
Politie Noord- en Oost-Gelderland ·
Politie Gelderland-Midden ·
Politie Gelderland-Zuid ·
Politie Utrecht ·
Politie Noord-Holland-Noord ·
Politie Zaanstreek-Waterland ·
Politie Kennemerland ·
Politie Amsterdam-Amstelland ·
Politie Gooi en Vechtstreek ·
Politie Haaglanden ·
Politie Hollands Midden ·
Politie Rotterdam-Rijnmond ·
Politie Zuid-Holland-Zuid ·
Politie Zeeland ·
Politie Midden- en West-Brabant ·
Politie Brabant-Noord ·
Politie Brabant-Zuidoost ·
Politie Limburg-Noord ·
Politie Limburg-Zuid ·
Politie Flevoland ·